# Alfabeto finlandese
L'alfabeto finlandese è l'alfabeto utilizzato per la scrittura della lingua finlandese. È basato sull'alfabeto latino e coincide con quello svedese, con l'aggiunta delle lettere Š e Ž.

## L'alfabeto finlandese
| Lettera | Nome                                     | Pronuncia IPA                                              |
| ------- | ---------------------------------------- | ---------------------------------------------------------- |
| A, a    | aa                                       | /ɑː/                                                       |
| B, b    | bee                                      | /be:/                                                      |
| C, c    | see                                      | /se:/                                                      |
| D, d    | dee                                      | /deː/                                                      |
| E, e    | ee                                       | /eː/                                                       |
| F, f    | äf, äffä                                 | /æf/, /æf:æ/, occasionalmente /ef/                         |
| G, g    | gee                                      | /ge:/                                                      |
| H, h    | hoo                                      | /hoː/                                                      |
| I, i    | ii                                       | /iː/                                                       |
| J, j    | jii                                      | /jiː/                                                      |
| K, k    | koo                                      | /koː/                                                      |
| L, l    | äl, ällä                                 | /æl/, /ˈælːæ/, occasionalmente /el/                        |
| M, m    | äm, ämmä                                 | /æm/, /ˈæmːæ/, occasionalmente /em/                        |
| N, n    | än, ännä                                 | /æn/, /ˈænːæ/, occasionalmente /en/                        |
| O, o    | oo                                       | /oː/                                                       |
| P, p    | pee                                      | /peː/                                                      |
| Q, q    | kuu                                      | /ku:/                                                      |
| R, r    | är, ärrä                                 | /ær/, /ˈærːæ/, occasionalmente /er/                        |
| S, s    | äs, ässä                                 | /æs/, /ˈæsːæ/, occasionalmente /es/                        |
| Š, š    | hattu-äs, hattu-ässä; suhu-äs, suhu-ässä | /ˈhat.tuˌæs/, /ˈhat.tuˌæs.sæ/; /ˈsu.huˌæs/, /ˈsu.huˌæs.sæ/ |
| T, t    | tee                                      | /teː/                                                      |
| U, u    | uu                                       | /uː/                                                       |
| V, v    | vee                                      | /ʋeː/                                                      |
| W, w    | kaksois-vee                              | /kaksois ʋe:/                                              |
| X, x    | äks                                      | /æks/                                                      |
| Y, y    | yy                                       | /yː/                                                       |
| Z, z    | tset, tseta                              | /tset/, /ˈtsetɑ/                                           |
| Ž, ž    | hattu-tset, hattu-tseta                  | /ˈhat.tuˌtset/, /ˈhat.tuˌtse.tɑ/                           |
| Å, å    | ruotsalainen oo                          | /oː/, /ˈruotsɑˌlɑinen oː/                                  |
| Ä, ä    | ää                                       | /æː/                                                       |
| Ö, ö    | öö                                       | /øː/                                                       |

In alcuni elenchi alfabetici, la w viene inglobata sotto v, dal momento che tali consonanti possiedono lo stesso suono. Le lettere b, c, f, g, (fuori dal digramma NG) q, w, x, z, å sono utilizzate solo in prestiti di origine straniera. Le lettere š e ž, che rappresentano rispettivamente i suoni [ʃ] e [ʒ], sono considerate varianti delle lettere s e z; vengono utilizzate nei prestiti linguistici (es. šakki, šekki, Tšekki, Azerbaidžan) e a volte vengono sostituite da sh e zh.
In finlandese le vocali e le consonanti possono essere brevi o lunghe e vengono trascritte con un segno singolo per il suono breve ed una doppia lettera per un suono lungo.
Le lettere ä, ö e å, chiamate ääkköset, sono le tre vocali che presentano segni diacritici. Differentemente dall'alfabeto tedesco, in cui le lettere ä e ö sono alfabetizzate dopo a e o, in finlandese esse sono alfabetizzate dopo la z. Il segno diacritico di dieresi ¨ è chiamato treema.